# Parvanachis obesa
Parvanachis obesa är en snäckart som först beskrevs av C. B. Adams 1845.  Parvanachis obesa ingår i släktet Parvanachis och familjen Columbellidae. Inga underarter finns listade i Catalogue of Life.